# 카셰우주

카셰우주

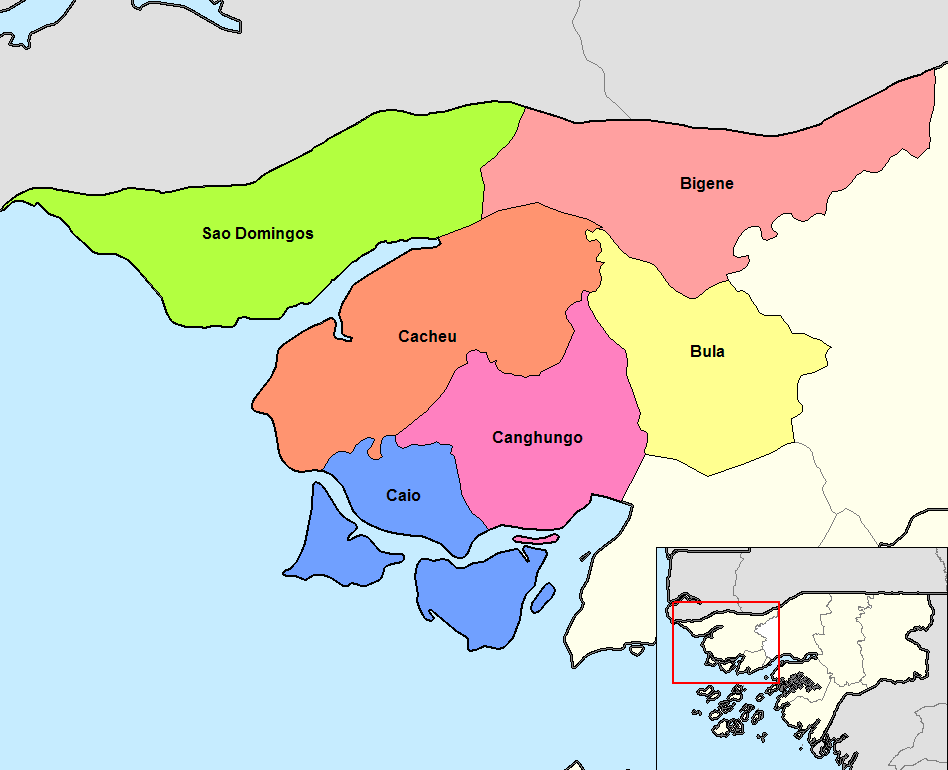
카셰우주의 하위 구역

카셰우주(포르투갈어: Cacheu)는 기니비사우 서부에 위치한 주로, 주도는 카셰우이며 면적은 5,175km2, 인구는 164,676명(2004년 기준)이다. 북쪽으로는 세네갈과 국경을 맞대고 있으며 동쪽으로는 오이우주, 남동쪽으로는 비옴부주와 인접해 있다. 6개의 하위 행정 구역(비게네, 불라, 카셰우, 카이우, 칸슝구, 상도밍구스)을 관할한다.

## 같이 보기
- 기니비사우의 행정 구역